# Samuel Hirszenberg
Samuel Hirszenberg, también  Schmul Hirschenberg (*22 de febrero de 1865 en Lodz † 15 de septiembre de 1908 en Jerusalén) fue un pintor polaco de origen judío.

## Vida

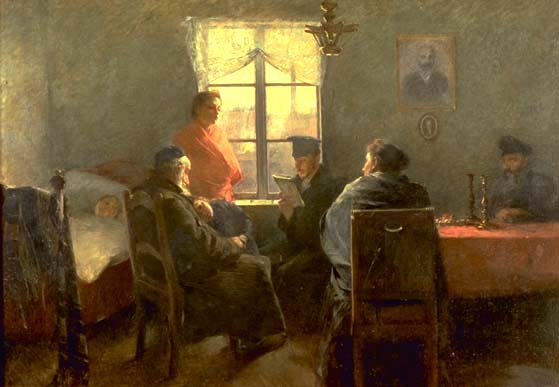
Sabbathnachmittag(1894)

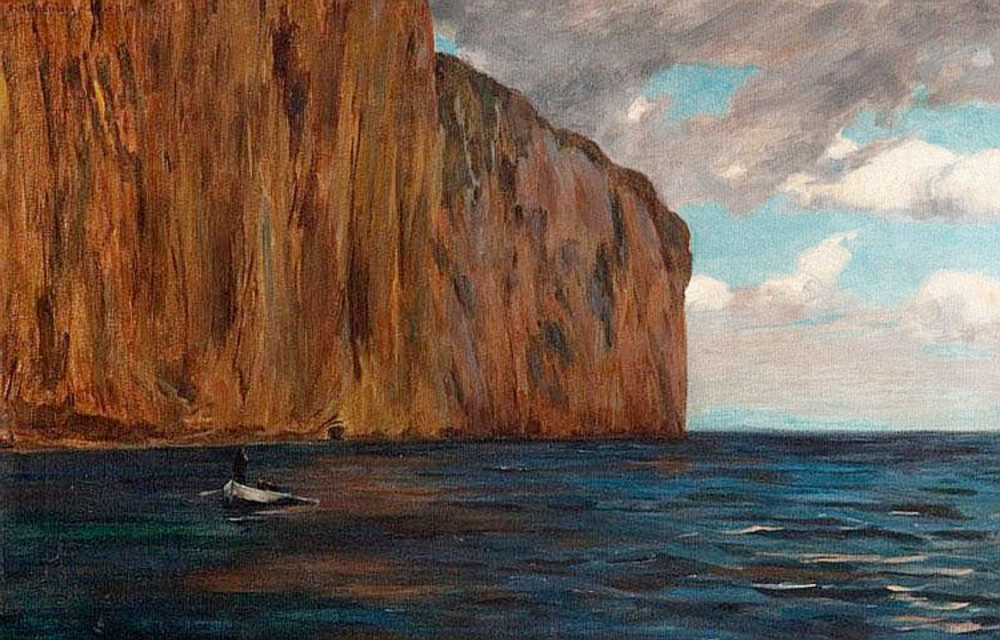
Capri(1901)

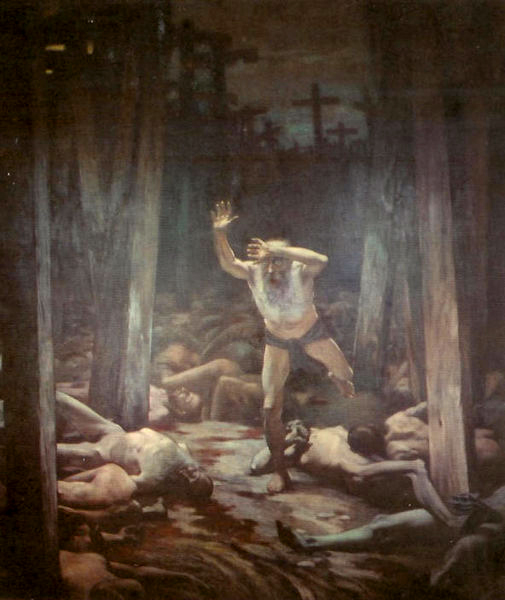
El Judío Errante, (1899)

Hirszenberg nació en 1865, siendo el hijo mayor de un trabajador de tejeduría en Lodz, Polonia. Contra la voluntad del padre, y gracias a la ayuda financiera de un médico, optó por la carrera de artista. A la edad de 15 años comenzó sus estudios en la Academia de Bellas Artes de Cracovia, donde fue fuertemente influenciado por la pintura realista de Jan Matejko Después de dos años de formación en Cracovia, continuó sus estudios de 1885 a 1889 en la Akademie der Bildenden Künste de Múnich. En su primera gran obra, "Jeschibah" (1887), experimentó una cierta atención. Después de una exposición en la Kunstverein de Münich 1889, participó en la exposición de arte en París y fue galardonado con una medalla de plata. En París, completó su formación artística en la Academia Colarossi.
En 1891, Hirszenberg regresó a Polonia y se acomodó desde 1893 en su ciudad natal de Lodz. Si bien las pinturas de los primeros años, como: Los estudios del Talmud, Sabbathnachmittag, Uriel da Costa y el Cementerio judío, guardan un cierto parentesco con la pintura de género de los judíos de Leopold Horowitz, Isadore Kaufmann y Maurycy Gottlieb, pueden ser asignados a la tarde en lugar del simbolismo. Temas de la "historia penosa" judía vieron la luz. Cabe destacar las tres pinturas más famosas de este período: Judío Errante (1899), Diáspora judía (1904) y Czarny Szander (1905). Más de cuatro años se ocupó de la gran pintura "El Judío Eterno" antes de que se mostrara en 1900 en el Salón de París. Decepcionado por la escasa respuesta de París y el rechazo en Múnich y Berlín, se retiró por razones de salud. En 1901, por un año viajó por Italia. En 1904, Hirszenberg se trasladó a Cracovia, de donde emigró a Palestina en 1907. Se convirtió en profesor en la Academia Bezalel de Arte y Diseño en Jerusalén. Después de un período creativo breve e intenso, murió en 1908 en Jerusalén.

## Literatura
- Susan Tumarkin Goodman:La aparición de artistas judíos en la Europa del siglo XIX.De Nueva York de 2001. ISBN 978-1-85894-153-0.
- Richard I. Cohen,iconos judía: el arte y la sociedad en la Europa moderna. Berkeley, 1998a ISBN 0-520-20545-6. P. 223-235.
- Carlos Negro:artistas judíos de los siglos 19 y 20. Nueva York, 1949. P. 43-49.
- Rut:Samuel Hirszenberg: una semblanza.En:Oriente y Occidente, 2 (1902), volumen 10 P. 673-688. Digitalsat